# CNN

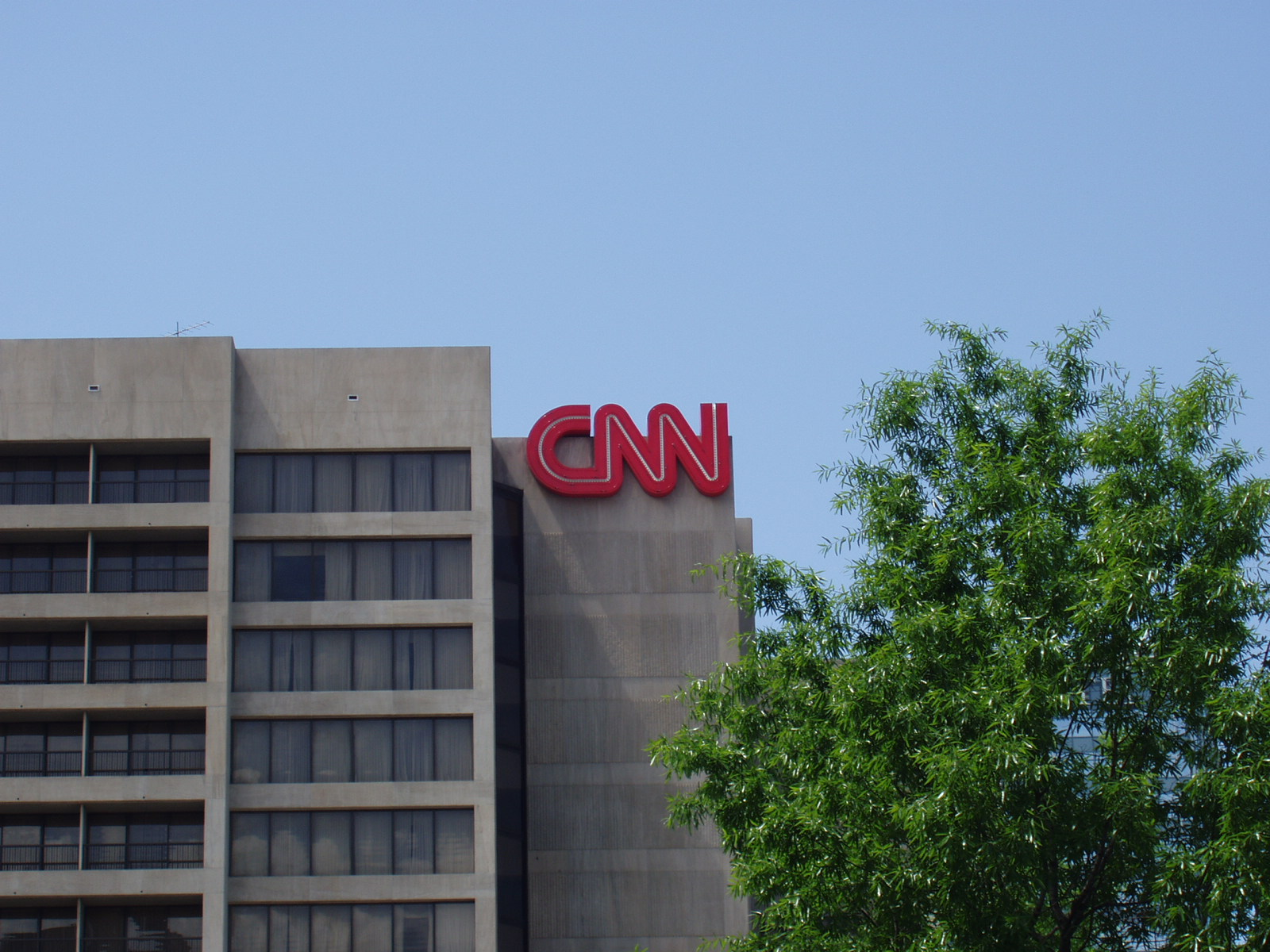
CNN:s huvudkontor i Atlanta, USA.

CNN, Cable News Network, är ett av Time Warner ägt tv-bolag med flera olika dygnetruntsändande kanaler inriktade på nyheter. Företaget startade sin första kanal CNN/U.S. under 1980. Den amerikanska CNN-kanalen har under årens lopp fått flera systerkanaler, däribland Headline News, även känt som HLN, som liksom huvudkanalen sänder i Nordamerika, CNN International, som sänder globalt i bland annat Sverige, samt CNN en Español, som sänder i Central- och Sydamerika. 
Den internationella kanalen CNN International lanserades i september 1985, fem år efter att CNN lanserats i hemlandet USA. När en amerikan refererar till CNN handlar det inte om den kanal vi ser i Sverige utan om CNN/U.S., som har ett helt annat utbud än CNN International. Amerikanska CNN är mer folkligt och gör ett amerikanskt urval i sin nyhetsbevakning, till skillnad från systerkanalen CNN International, som ofta tenderar att vara striktare och formellare med fokus på internationell politik och ekonomi [källa behövs]. Den 1 september 2007 lanserades CNN HD för tittarna i USA, med program från CNN/U.S.

## Bakgrund
1980 grundades CNN av Ted Turner och Reese Schonfeld. Kanalen är en del av Turner Broadcasting System, som sedan slutet av 1990-talet ingår i Time Warner. CNN är kanalen som introducerade konceptet med 24-timmars nyhetssändningar och fick sitt stora genombrott i samband med Gulfkriget 1991. Till en början fick tittarna utanför USA se en mix av CNN/U.S. och Headline News, men med åren utvecklades CNN International till en helt egen kanal. 2009 samsändes endast tre timmar per dygn på både CNN/U.S. och CNN International, vilket inkluderar Larry King Live, Anderson Cooper 360 och Situation Room, vilka alla har sitt ursprung i den amerikanska kanalen.[källa behövs]

### Fox News går om CNN
CNN har större tittande vid större nyhetshändelser. Samtidigt har konkurrensen om tittarna i USA blivit allt hårdare[när?]. Konkurrenterna Fox News och MSNBC, som båda startade 1996, slåss om samma tittare som CNN och Headline News. Efter terroristattackerna mot World Trade Center den 11 september 2001 blev Fox News inte bara den största nyhetskanalen i USA utan också den största kabelkanalen i landet totalt sett. Att Fox News, som var en ren lågbudgetkanal i förhållande till CNN, slog konkurrenten upplevdes som en stor prestigeförlust för den senare. Lägg därtill ett antal lokala kanaler som också sänder nyheter och som är den huvudsakliga källan för tv-nyheter i USA. CNN har kritiserats av Fox News för att ha en politisk agenda stödjande Demokratiska partiet.
CNN har sitt huvudkontor i Atlanta, Georgia, i USA och redaktioner och korrespondenter över hela jordklotet. På CNN International syns till exempel koncernens Londonredaktion ofta då den under vardagar ansvarar för åtta sändningstimmar per dygn. De har även ett flertal olika editioner av den internationella kanalen CNN International, främst för att kunna visa olika reklaminslag i olika delar av världen.

## Personal

### Ankare och programledare
- Brooke Baldwin
- Ashleigh Banfield
- John Berman
- Kate Bolduan
- Anthony Bourdain
- Erin Burnett
- Victor Blackwell
- Wolf Blitzer
- Anderson Cooper
- Carol Costello
- Dr. Sanjay Gupta
- Don Lemon
- Suzanne Malveaux
- Michaela Pereira
- Christine Romans
- Zoraida Sambolin
- Brian Stelter
- Jake Tapper
- Fredricka Whitfield
- Fareed Zakaria

### Korrespondenter
- Christiane Amanpour
- Susan Candiotti
- Stephanie Elam
- Poppy Harlow
- Randi Kaye
- Brianna Keilar
- John King
- Jeanne Moos
- Barbara Starr
- Jessica Yellin

### Analys
- Gloria Borger
- David Gergen
- Bill Schneider
- Jeffrey Toobin
- John L. Allen, Jr.

### Tidigare ankare
- Sharyl Attkisson
- Aaron Brown
- Campbell Brown
- Jack Cafferty
- Kiran Chetry
- Connie Chung
- Candy Crowley
- Chris Cuomo
- Lou Dobbs
- Tony Harris
- D.L. Hughley
- Larry King
- Thomas Roberts
- John Roberts
- Bernard Shaw
- Rick Sanchez
- Lou Waters
- Soledad O’Brien
- Ali Velshi
- Piers Morgan

## CNN HD
Den 1 september 2007 lanserades CNN HD i USA. Det är CNN/U.S. som visas på HD-kanalen som till en början enbart är tillgänglig för nordamerikanska tittare. Eftersom få eller inga av CNN Internationals program produceras i HD skulle en europeisk version av CNN HD tvingas visas mer material från CNN/U.S. än vad den nuvarande CNN International gör. Vid CNN:s studior i New York produceras alla program i HD medan studiorna i huvudkontoret i Atlanta fram till 2009 fortfarande producerade i SD.

## CNN.com
På CNN.com finns ofta flera livestreamar tillgängliga. Vid större liveevent går det ofta att titta på streamad video från platsen redan innan det går ut på tv-kanalen. Även CNN.com finns i olika versioner, en amerikansk och en internationell. Vilken version man ser beror på i vilket land man befinner sig. Det går dock att manuellt ändra edition via inställningarna på sidan.

## Tillgänglighet i Sverige
Amerikanska CNN/U.S. och Headline News är officiellt inte tillgängliga i Sverige och Europa. Dock återfinns CNN International i det svenska kanalutbudet hos i princip alla tänkbara operatörer. Under svensk nattetid, oftast mellan 03.00 och 05.00, amerikansk prime time, sänder CNN International ett par timmar från CNN/U.S. De senaste åren har de internationella tittarna fått se en timme av Anderson Cooper 360, CNN Tonight with Don Lemon visas på CNN International men i efterhand och under dagtid svensk tid.

## CNN:s kanaler

### Nuvarande kanaler
- CNN/U.S. – den amerikanska huvudkanalen. Kan ses i Nord- och Sydamerika.
- CNN HD – en HD-version av CNN/U.S.. Kan ses i Nord- och Sydamerika.
- HLN – CNN:s andra amerikanska kanal med sändningar från Atlanta och New York. Kan ses i Nord- och Sydamerika samt Asien.
- CNN International – CNN-kanalen som visas utanför USA, däribland i Sverige. Många program från London och Hongkong.
- CNN en Español – Spanskspråkig kanal med egen redaktion som visas i Nord- och Sydamerika.
- CNN Pipeline – Dygnet runt-service på nätet som även visar mycket från CNN International.
- CNN+ – Lokal version för Spanien, lanserad 1999 i samarbete med Sogecable.
- CNN Turk – Sänder på turkiska från Turkiet.
- CNN-IBN – Indisk version av CNN som sänder på engelska från Bombay.

### Nedlagda kanaler
- CNN SI Sportnyhetskanal i samarbete med Sports Illustrated som lades ner 2002.
- CNNfn Ekonomikanal som lades ner i december 2004.
- CNN Airport Network – Nyheter i vänthallarna på USA:s flygplatser.
- CNNj – Japansk version med en mix av olika engelskspråkiga CNN-program.